# Embajada de Colombia en Venezuela
La Embajada de Colombia en Caracas es la embajada de Colombia en Venezuela. Su residencia oficial es la Quinta Colombia.
El embajador actual es Milton Rengifo Hernández, quien ocupa este cargo desde marzo de 2024, fue nombrado por el actual presidente Gustavo Petro. La Embajada se encuentra en la urbanización Campo Alegre del este de Caracas.

## Embajadores recientes
- Gobierno de Virgilio Barco (1986 - 1990) 
  - (1987 - 1990): Pedro Gómez Barrero
- Gobierno de César Gaviria (1990 - 1994) 
  - (1990 - 1991): Noemí Sanín
  - (1992 - 1993): Rodrigo Pardo
  - (1993 - 1994): Alberto Casas Santamaría
- Gobierno de Ernesto Samper (1994 - 1998) 
  - (1994 - 1996): Francisco Posada de la Peña
  - (1996 - 1996): Guillermo Alberto González
  - (1997 - 1998): Mario Suárez Melo
- Gobierno de Andrés Pastrana (1998 - 2002) 
  - (1998 - 1999): Luis Guillermo Giraldo
  - (2000 - 2002): Germán Bula Escobar
- Gobierno de Álvaro Uribe Vélez (2002 - 2010) 
  - (2002 - 2004): María Ángela Holguín
  - (2004 - 2006): Enrique Vargas Ramírez
  - (2006 - 2009): Fernando Marín Valencia
  - (2009 - 2010): María Luisa Chiappe
- Gobierno de Juan Manuel Santos (2010 - 2014) 
  - (2010 - 2011): José Fernando Bautista[2]
  - (2011 - 2013): Carlos Cure[3]
  - (2013 - 2014): Luis Eladio Pérez[4]
  - (2015 - 2018): Ricardo Lozano Forero[5]
- Gobierno de Iván Duque (2018 - 2022) 
  - Vacante
- Gobierno de Gustavo Petro (2022 -actual)

- - (2022 - 2023): Armando Benedetti
  - (2023 - Actual.): Milton Rengifo